# José Díaz del Real

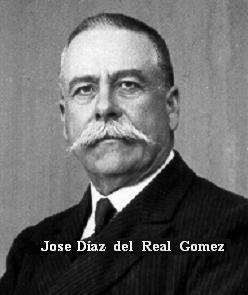

José Díaz del Real Gómez (Estepona, Málaga, 28 de enero de 1862-Sevilla, 7 de marzo de 1933) fue un militar y político español, hijo del también militar Manuel Díaz del Real y Marmolejo (1838-1915). 

## Biografía
Tras haber sido destinado a Arcos de la Frontera (Cádiz), abandonó la carrera militar para dedicarse a la política, ingresando en el PSOE. En diciembre de 1917 fue elegido alcalde de Nerva (Huelva), convirtiéndose así en uno de los primeros alcaldes socialistas de España, cargo que ejerció desde el 1 de enero de 1918 hasta 1920. Según la Fundación Pablo Iglesias, se considera como el primer alcalde socialista de España a José Herrero Fernández, quien ejerció dicho cargo en Urones de Castroponce, desde enero de 1904.
En julio de 1918 la UGT y el diputado Barriobero instaron al Ayuntamiento de Nerva para que formara parte de una manifestación a favor de la construcción de la estación ferroviaria. Entre 1918 y 1919 se sucedieron paros parciales en la Rio Tinto Company Limited como medio reivindicativo de los trabajadores, coincidiendo con la reorganización del sindicato minero. También se produjo por aquellas fechas la aparición del "Sindicato Único", auspiciado por la CNT. También en 1918 este alcalde logró que las empresas mineras de Riotinto y Peña del Hierro diesen empleo a los obreros parados, remediando así la grave crisis que atravesaban los pueblos de la Cuenca Minera. A principios de 1919 colaboró con la Rio Tinto Company Limited para abrir en Nerva una "cocina económica" para los más necesitados. 